# Georges Glineur
 (mars 2012).
Si vous disposez d'ouvrages ou d'articles de référence ou si vous connaissez des sites web de qualité traitant du thème abordé ici, merci de compléter l'article en donnant les références utiles à sa vérifiabilité et en les liant à la section « Notes et références ».
Georges Glineur né à Ostricourt le 8 décembre 1911 et décédé à Courcelles le 3 octobre 1997 est un homme politique belge membre du Parti communiste de Belgique et un militant wallon, il est le frère d'Henri Glineur.

## Biographie
D'abord mineur de fond, il trouve à s'employer aux verreries mécaniques de Roux. Il rejoint son frère au Parti communiste et sa fédération de Charleroi que ce frère avait contribué à fonder. Il est affilié au syndicat des verriers puis à la Centrale des métallurgistes dont il est exclu en 1938. En 1936, il est élu conseiller communal de Courcelles et y siège jusqu'en 1988 (échevin des travaux publics de 1964 à 1970). Il siège comme député de 1946 à 1981 avec deux interruptions de mandat. Il préside la Chambre comme doyen d'âge durant la longue période de la formation du premier Gouvernement de Wilfried Martens. Il préside également la première réunion du Parlement wallon au Novotel de Wépion le 15 octobre 1980 en cette même qualité. Il affirme avoir été proche de l'abbé Jules Mahieu et membre de la Concentration wallonne. Il rallie le Mouvement populaire wallon dès le début des années 1960, représente le PCB au Collège exécutif de Wallonie et participe activement au Pétitionnement wallon de 1963.
Il est atteint par les divergences de vue entre le PSB et le MPW, d'autant que ceci se mêlait avec d'autres désaccords avec son frère qui a quitté le parti. Glineur est proche d'un socialiste comme Ernest Glinne.
En 1993, il déclare que c'est sa voix que l'on entend retentir (Vive la République!), lorsque Baudouin Ier prête serment comme Prince royal le 11 août 1950, après l'issue trouvée à la Question royale.

## Sources
- Paul Delforge : Notice Georges Glineur in Encyclopédie du Mouvement Wallon, Tome II, Institut Jules Destrée